# Alfonso d’Avalos

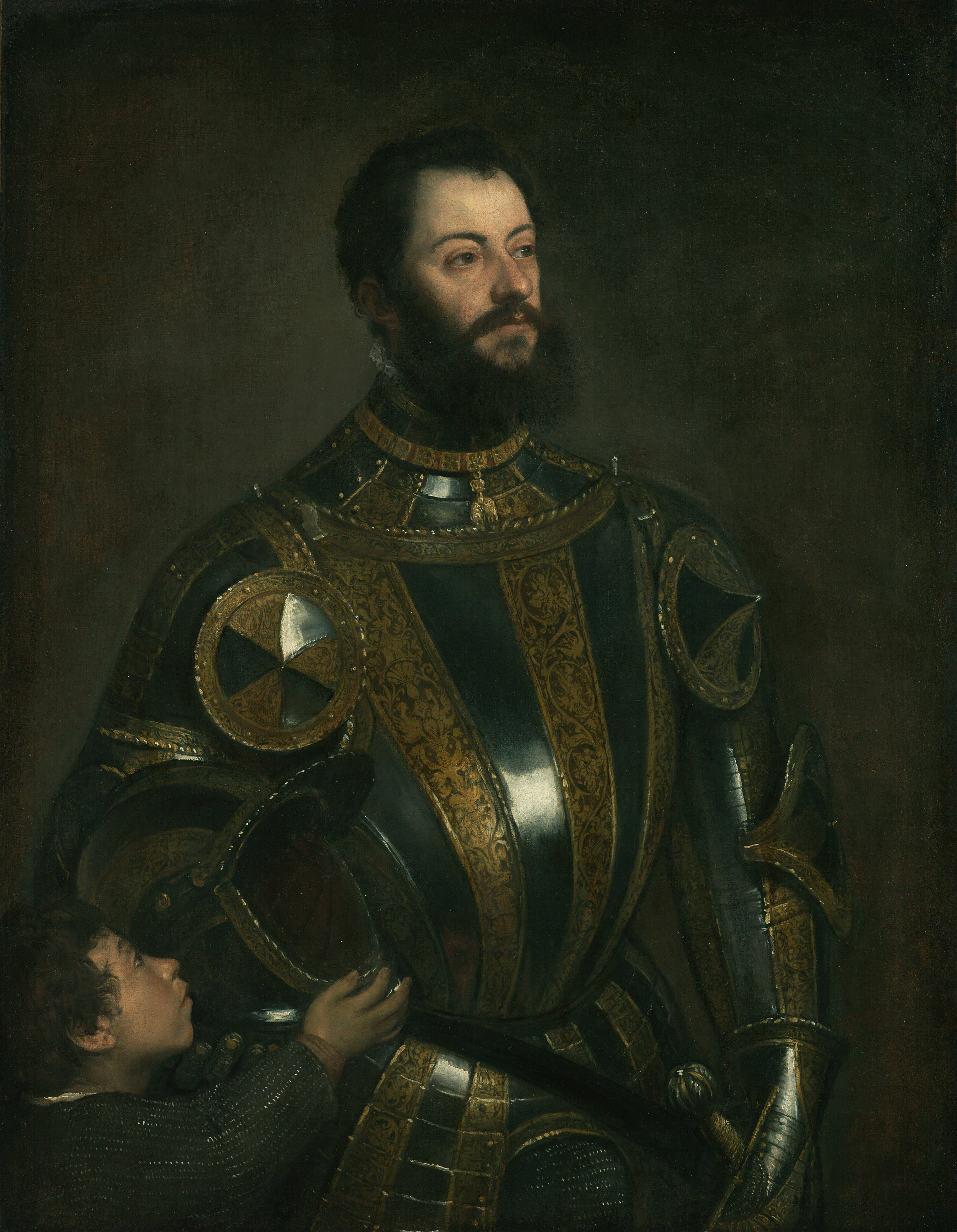
Porträt des Alfonso d’Avalos mit einem Pagen von Tizian, ca. 1533.

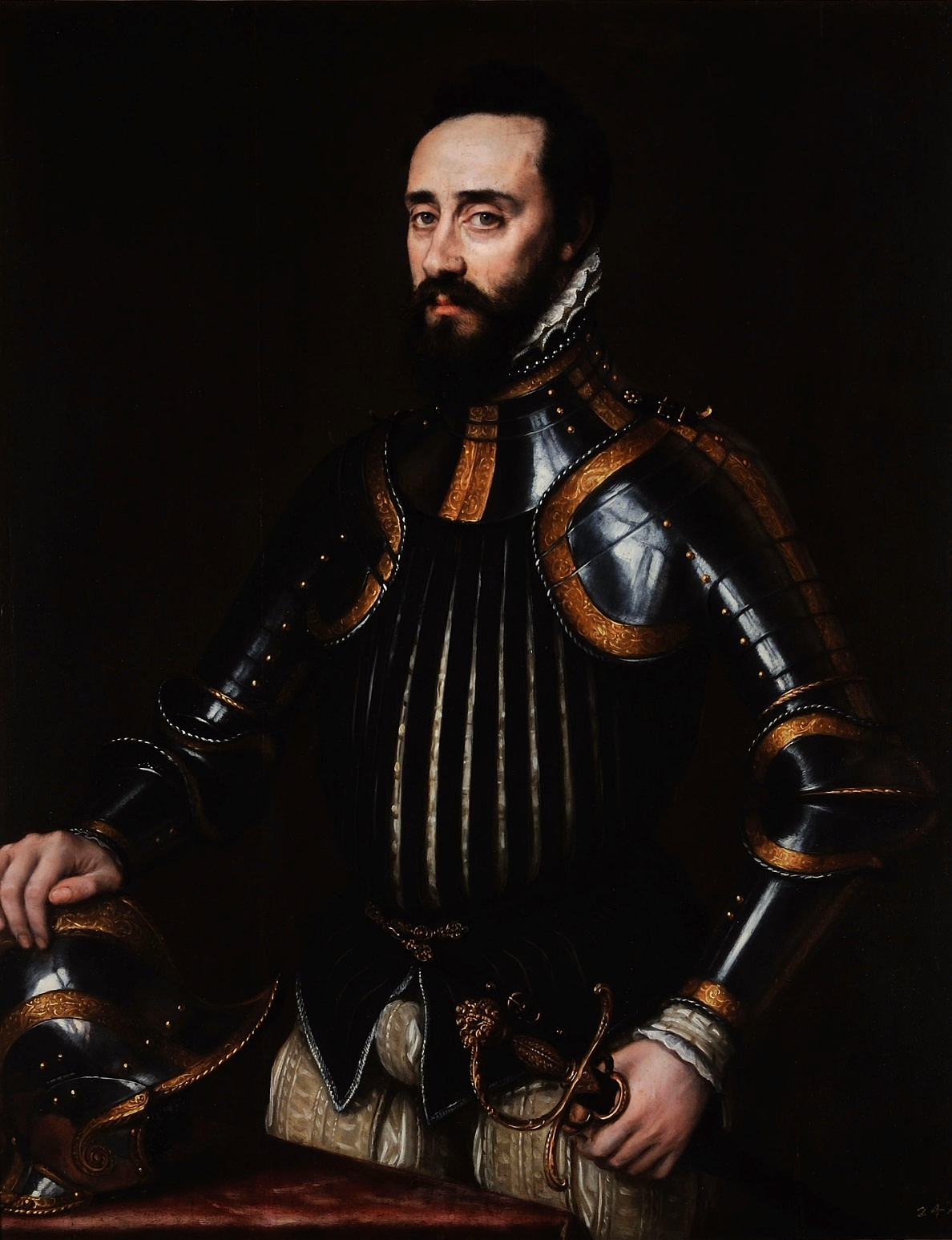
Anthonis Mor, 1530er Jahre, Porträt von Alfonso d' Avalos

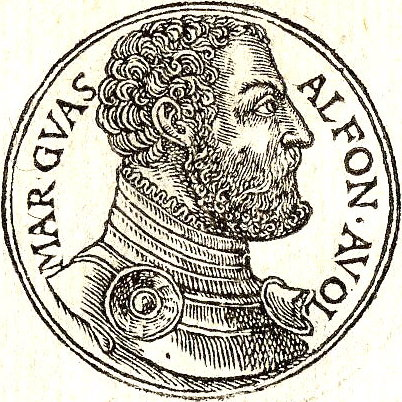
Von Promptuarii Iconum Insigniorum

Alfonso (III.) d’Avalos, auch Alonso de Ávalos (auf Spanisch), mit vollem Namen Alfonso d’Avalos d’Aquino d’Aragona (* 25. Februar 1502 auf Ischia; † 31. März 1546 in Vigevano, Provinz Mailand) war ein italienischer Fürst – u. a. Principe di Francavilla und Principe di Montesarchio – stammte aus der ursprünglich spanischen Adelsfamilie Avalos und war einer der bedeutendsten Feldherren von Kaiser Karl V. Im Jahre 1529 wurde er Herr von Ischia und Procida und war zwischen 1538 und 1546 Kaiserlicher Gouverneur von Mailand und Generalkapitän (kommandierender General) in Italien.

## Herkunft
Alfonso entstammte dem ursprünglich spanischen Geschlecht d´Avalos, das zu einer der mächtigsten Hochadelsfamilien des Königreiches Neapel aufgestiegen war, und führte den – um die Namen bedeutender Geschlechter weiblicher Vorfahren (bzw. seiner Gemahlin) erweiterten – Familiennamen d´Avalos d´Aquino d´Aragona.
Er war ein Sohn von Inigo/Innico II. d’Avalos d’Aquino, 1. Marchese del Vasto, Conte di Monteodorisio († 30. September 1503) und dessen Gemahlin, Laura Sanseverino, aus dem Haus der Pricipi di Bisignano.
Jung verwaist wurde er von seiner Tante, Costanza d´Avalos, Fürstin von Francavilla, Gräfin von Acerra und Gouverneurin der Insel Ischia, erzogen. Diese war nicht nur wegen ihres kultivierten Hofes zu Ischia und als Mäzenin bekannter Dichter, sondern vor allem deswegen berühmt, da sie als Frau 1503 die Insel Ischia vier Monate lang gegen vierzig französische Galeeren erfolgreich verteidigt hatte.
Alfonso wurde von ihr und von seinem ältesten Cousin, dem berühmten kaiserlichen Feldherren Ferdinando Francesco d’Avalos (* 1489/90,† 1525), dem Markgrafen von Pescara, geprägt, der Gouverneur des Herzogtums Mailand und Vizekönig von Sizilien war. Alfonso erbte 1525 dessen Titel und folgte ihm auch als Kommandant der kaiserlichen Truppen nach.
Er selbst trug die Titel Principe di Francavilla (südlich von Pescara, in der Provinz Chieti), Principe di Montesarchio (in der Provinz Benevento), Marchese del Vasto (in der Provinz Chieti am Adriatischen Meer), Marchese di Pescara (in der Provinz Pescara in der Region Abruzzen) und Conte di Monteodorisio (in der Provinz Chieti), war Grande von Spanien und Ritter des Ordens vom Goldenen Vlies.

## Militärische Karriere

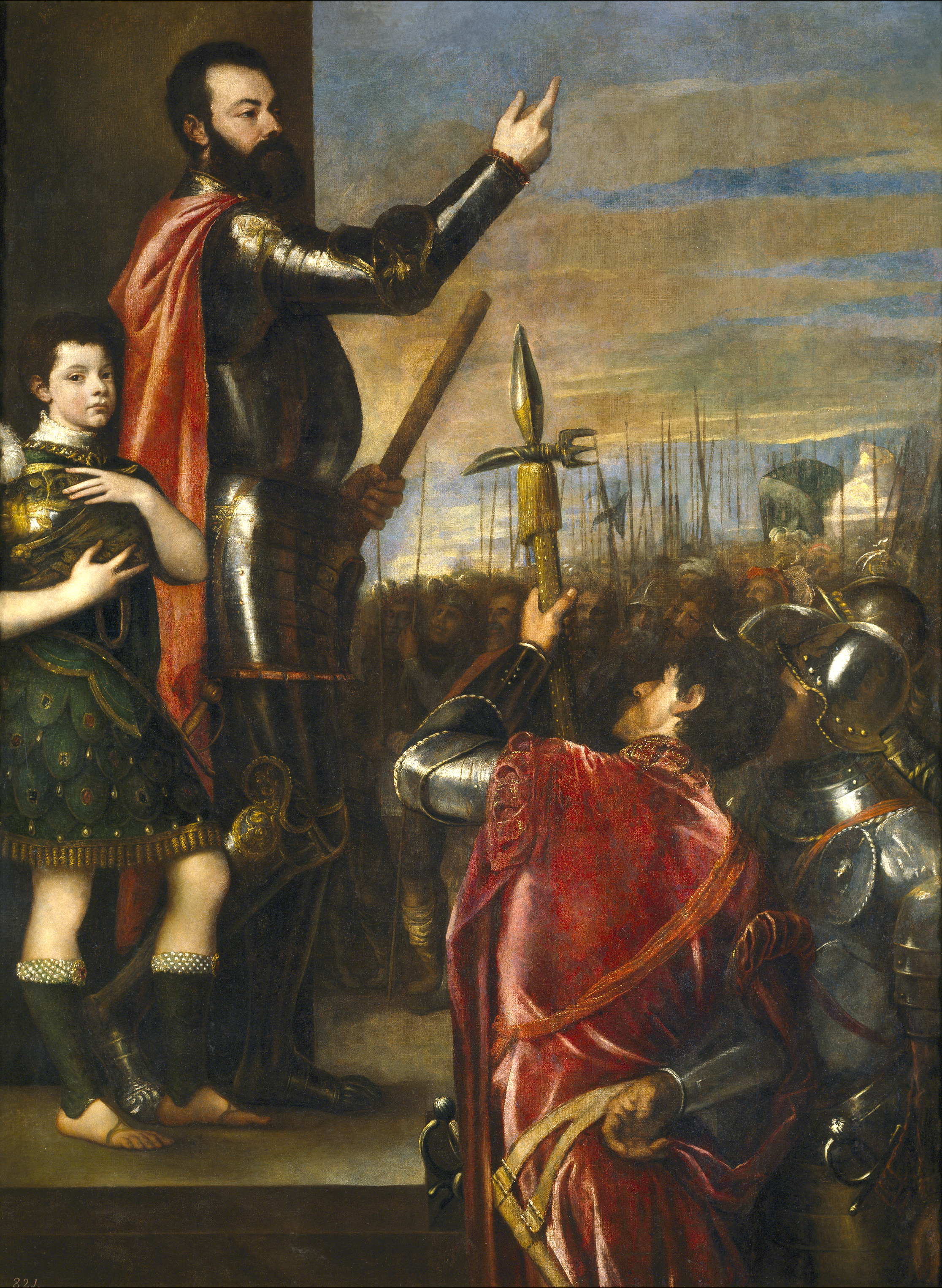
Tizian: Ansprache von Alfonso Markgraf von Vasto an seine Soldaten, um 1540

Alfonso trat jung unter seinem Cousin Fernando Francesco d’Avalos in den Militärdienst ein, kämpfte unter ihm gegen Franzosen und Venezianer und nahm an verschiedenen Feldzügen von Kaiser Karl V. teil.
Im Jahre 1522 kämpfte er in der Schlacht von Biccoca und zeichnete sich während dieser Kampagne bei der Eroberung von Lodi und bei der Besetzung von Genua aus. Als Kommandant einer Abteilung der italienischen Infanterie beteiligte er sich 1524 an der unglücklichen Kampagne in der Provence und kämpfte bei der Belagerung der Stadt Marseille. Während des Rückzuges wurde ihm vom von seinem Onkel, dem Markgrafen von Pescara, vorübergehend das Kommando über die kaiserliche Infanterie übertragen, die Alfonso erfolgreich beim Rückzug von Acqui nach Pavia befehligte.
Alfonso nahm auch an der bedeutenden Schlacht bei Pavia am 24. Februar 1525 teil, wobei er die Vorhut der kaiserlichen Armee kommandierte, die aus 1500 Landsknechten und ebenso vielen Armbrustschützen bestand. Seine Initiative spielte dabei eine wichtige Rolle, da er mit diesen Kräften in Pavia eine Bresche in die Mauer des Parco Mirabello schlug und dort eindrang, wo sich die Franzosen verschanzt hatten. Er griff den linken Flügel des gegnerischen Heeres erfolgreich an und widerstand in der Folge dem Gegenangriff der Gendarmerie und des französischen Adels – der von König Franz I. persönlich kommandiert wurde – so lange, bis das kaiserliche Hauptheer die Schlacht siegreich beenden konnte und dabei den französischen König gefangen nahm.
Nach dieser Schlacht wurde Alfonso von seinem Cousin Ferdinando Francesco beauftragt, im Piemont die Markgrafschaft Saluzzo zu besetzen. Diese Aufgabe schloss er im Juli 1525 erfolgreich ab.
Auf Grund dieser Leistungen wurde er auf Empfehlung seines Cousins von Kaiser Karl V. am 25. November 1525 zum Generalkapitän (Oberkommandierenden) der gesamten Infanterie des kaiserlichen Heeres in Italien ernannt.
Nach dem im selben Jahr erfolgten kinderlosen Tod seines Cousins Francesco Ferdinando d'Avalos erbte Alfonso dessen Lehen und Titel. Drei Jahre später konnte er als Erbe seiner Tante Costanza d‘ Avalos 1528 zu seinen Titeln die Titel Fürst von Francavilla, Graf von Montescaglioso und Graf von Belcastro sowie das Amt des Gouverneurs von Ischia hinzufügen.
Gemeinsam mit dem kaiserlichen General Antonio de Leyva (* 1480; † 1536) zwang Alfonso 1526 Francesco II. Sforza, den letzten Herzog von Mailand aus der Familie der Sforza, Mailand zu verlassen und auf jede gegen den Kaiser gerichtete Initiative zu verzichten.
Während der Kampagne gegen das Heer der 1526 auf Betreiben von Papst Clemens VII. (Giulio de‘ Medici, 1523–1534) zwischen dem Kirchenstaat, Frankreich, Mailand, Florenz und Venedig gegen Kaiser Karl V. geschaffenen Liga von Cognac versuchte Alfonso, aus religiösen Skrupeln die Plünderung Roms, den „Sacco di Roma“ unter Georg von Frundsberg, durch Interventionen beim Kaiser und bei verschiedenen Kommandeuren zu verhindern und wollte auch nicht daran teilnehmen.
In den Jahren 1526–1528 kämpfte er unter Hugo de Moncada (1527 Vizekönig von Neapel) und wurde 1528 vom genuesischen Admiral Andrea Doria gefangen genommen, der damals im Dienst von König Franz I. von Frankreich stand.
Im Februar 1529 führte er die spanische und die italienische Infanterie von Rom nach Neapel, um die vom Generalleutnant der Liga, Odet de Foix, vicomte de Lautrec († 1528), seit 1511 Marschall von Frankreich, belagerte Stadt zu entsetzen. Jedoch kam es zwischen Alfonso und dem kaiserlichen Oberkommandierenden, Philibert de Chalon, Fürst von Oranien († 1530), zu Divergenzen, wodurch es zu ersten französischen Erfolgen kam. Alfonso übernahm in der Folge das Kommando des kaiserlichen Heeres, das gegen die Koalitionstruppen der Franzosen, Florentiner und Venezianer eingesetzt wurde, die unter dem Kommando von Renzo degli Anguillara, genannt Renzo da Ceri († 1536) den Krieg nach Apulien getragen hatten. Während dieser Kampagne, die nicht zuletzt wegen der Unterstützung der lokalen Bevölkerung für die Koalition besonders schwierig war, konnte Alfonso keine wesentlichen Erfolge erzielen, obwohl er u. a. Monopoli zwei Monate lang belagerte.
Im Jahr 1532 nahm er in der Armee von Kaiser Karl V. in Österreich an dessen Kriegszug gegen die Truppen des Sultans der Osmanen, Süleyman I. des Prächtigen teil, als dieser einen zweiten (vergeblichen) Versuch unternahm, Wien zu erobern.
Im Jahr 1535 diente er beim Tunisfeldzug des Kaisers als Kommandant der spanischen Veteranen, war im Auftrag des Kaisers Gastgeber des vertriebenen tunesischen Königs, Muley Hassan, kommandierte beim Angriff auf Tunis als Generalkapitän die Vorhut und war der Erste, der in die Stadt eindringen konnte. Im Jahr 1538 wurde er als Nachfolger von Marino Caracciolo zum dritten Gouverneur im Herzogtum Mailand ernannt und bewährte sich dort bis 1546 auch als Förderer der Schriftsteller und Musiker.
1538 vertrat er Spanien als Botschafter bei der Inthronisierung des neuen Dogen von Venedig, Pietro Lando.
Während der Italienkriege zwischen dem Haus Österreich und Frankreich kommandierte er das kaiserliche Heer in den Jahren 1542–1546, wobei es ihm im August 1543 gelang, Nizza von der Belagerung durch eine französisch-ottomanische Streitmacht unter Khair ad-Din Barbarossa und François de Bourbon, Comte d’Enghien zu befreien. In der Schlacht von Ceresole wurde er jedoch am 11. April 1544 von den französischen Truppen, die unter dem Kommando seines früheren Gegners, François de Bourbon standen, in einer offenen Feldschlacht besiegt. Wenig später, am 2. Juni 1544, gelang es ihm jedoch, in der Schlacht bei Serravalle eine Armee italienischer Söldner zu besiegen, die in französischen Diensten standen und von Piero Strozzi und Giovanni Francesco Orsini, Conte di Pitigliano kommandiert wurden.

## Familie und Nachkommen
Alfonso vermählte sich am 26. November 1523 mit Maria d’Aragona (* 1503; † 9. November 1568 in Neapel), einer Tochter des Fernando d’Aragona, Duca di Montalto (der ein außerehelicher Sohn von König Ferdinand I. von Neapel [1458–1494] war) und dessen Gemahlin, Castellana Folch de Cardona, Tochter des Ramón de Cardona 1502 1. Duca di Soma, Vizekönig von Neapel (1509–1522) und Vizekönig von Sizilien (1507–1509).
Auf Grund dieser Vermählung nahm er den Familiennamen d’Avalos, d’Aquino d’Aragona an.
Kinder:
- Innico d’Avalos d’Aquino d’Aragona († 1600), Kardinal
- Gionanni d’Avalos d’Aquino d’Aragona ⚭ eine Orsini
- Beatrice d’Avalos d’Aquino d’Aragona ⚭ Alfonso de Guevara
- Cesare d’Avalos d’Aquino d’Aragona ⚭ Lucrezia del Tufo
- Carlo d’Avalos d’Aquino d’Aragona, 1. Principe di Montesarchio ⚭ Sveva Gesualdo
- Francesco Fernando d’Avalos d’Aquino d’Aragona, Principe di Francavilla etc.⚭ Isabella Gonzaga

## Bildliche Darstellungen
- Porträts von Tizian aus 1533 (mit Pagen) und 1540 (Ansprache des Alfonso d’Avalos).
- Auf den von Jan Cornelisz Vermeyen 1535 – während der Schlacht – entworfenen Kartons vom Tunisfeldzug ist Alfonso auf Karton 8 – und den davon gefertigten Tapisserien – beim Kauf zweier christlicher Sklavinnen abgebildet.